# Uzávěrka

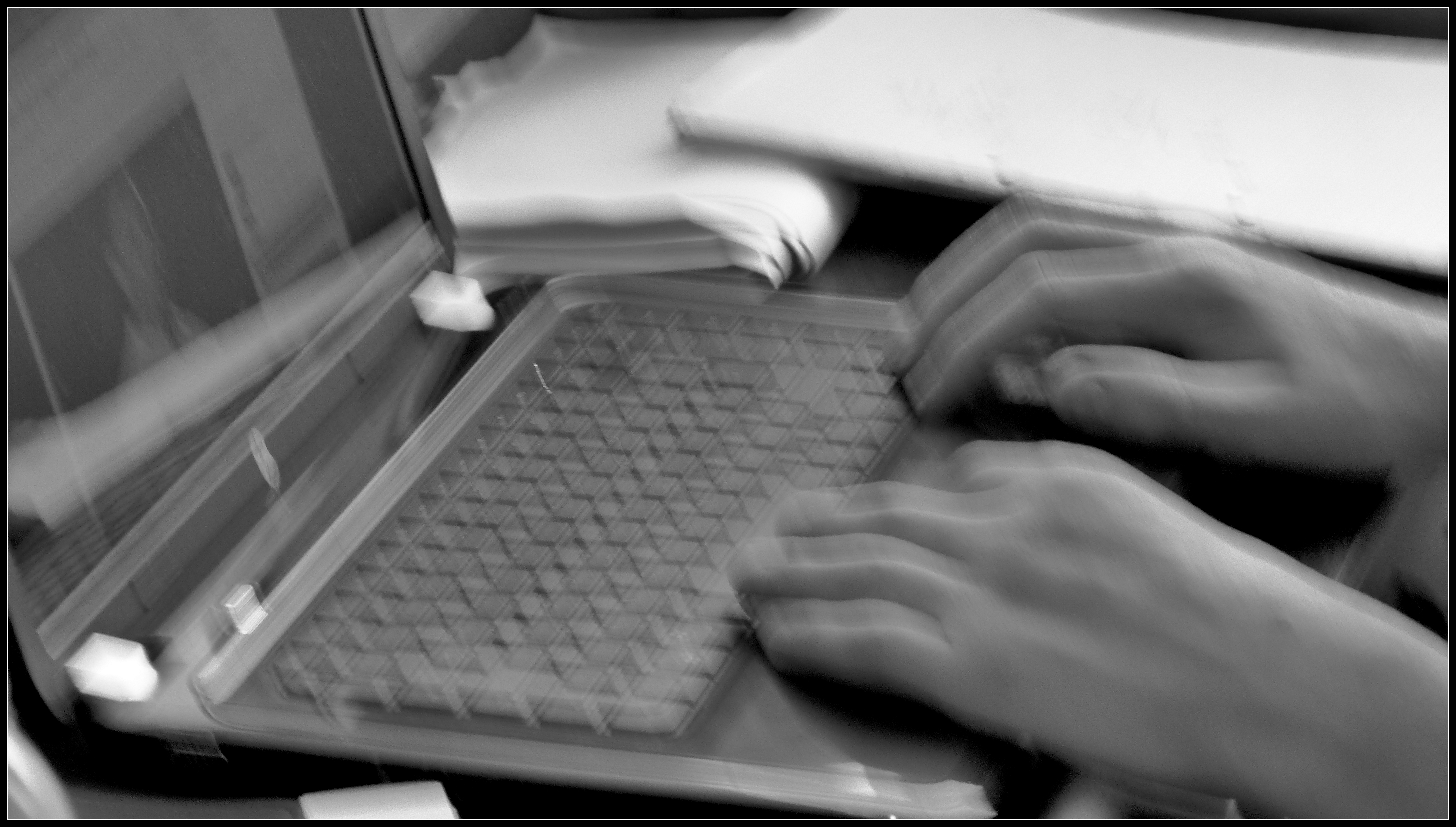
konečný termín

Časový limit, uzávěrka nebo deadline je krátký časový interval nebo okamžik, do kterého musí být splněn nějaký projekt, cíl, úkol. Jakmile tato doba uplyne, může být záležitost (např. pracovní projekt nebo školní úkol) považována za zpožděnou, po termínu nebo "po splatnosti". Pracovní termíny či úkoly, které nejsou dokončeny včas, mohou zhoršit výkonnostní hodnocení zaměstnance.
V některých případech již nelze po uzávěrce odevzdat žádné materiály. K tomu může dojít u výzev k předkládání návrhů, obchodních výběrových řízení na nabídky a termínů přihlášek pro univerzity a odborné školy. U testů a zkoušek na školách a univerzitách musí po uplynutí časového limitu pro test studenti odložit pera nebo tužky a odevzdat test. V projektovém řízení jsou uzávěrkové termíny nejčastěji spojovány s milníky.